# 恩田雅和
恩田 雅和（おんだ まさかず、1949年 9月10日 - ）は、和歌山市立有吉佐和子記念館初代館長。天満天神繁昌亭番組編成アドバイザー（元支配人）、上方落語協会理事。元・和歌山放送プロデューサー、和歌山大学・四天王寺大学非常勤講師。オダサク倶楽部顧問。

## 来歴
新潟市生まれ。親が共働きだったため、赤沢保育園に預けられていた。新潟県立新潟高等学校、慶應義塾大学文学部国文学科卒業、大阪大学大学院文学研究科修士課程修了。
大学２年の時に結核で休学、その時に聞いたラジオで落語の魅力にはまり、退院後は新宿末廣亭に通うようになる。大学では同級生の藤井淑禎に誘われて越智治雄の漱石研究ゼミに参加。主任教授だった池田弥三郎の影響を受け、卒業論文では落語を民俗学の立場から研究した。

### 和歌山放送時代[4]
1974年和歌山放送入社。入社後、全国高校野球選手権和歌山大会の野球中継を担当、退社まで毎年中継に携わった。
1987年から桂さん福（1991年没）を中心に地域寄席「紀の芽寄席」を立ち上げ、2005年まで開催する。紀の芽寄席は和歌山青年会議所文化振興基金「アゼリア賞」(2004年、第15回）受賞。小学生時代の木ノ下裕一が熱心な観客として通っていた。
1990年～1991年にかけて長期入院した際、主治医が一緒で同時期に入院してきた塚本邦雄と共に療養生活を送っている。
1991年にカルビーをスポンサーにしてラジオ番組「紀の国寄席」をスタート。「紀の芽寄席」や大阪の「田辺寄席」の音源を放送、2004年まで続く長寿番組となった。

### 天満天神繁昌亭支配人時代
天満天神繁昌亭の立ち上げから携わった初代席亭の岩本靖夫が開場まもない2006年9月に辞任することとなり、桂文枝（6代目）から恩田に声がかかり、放送局を2006年12月で退職して2007年に支配人に就任。出演者の顔付け・観客向けサービスの企画などを立案・実行、定年退職する2021年まで務めた。退任後はアドバイザーとなった。

### 和歌山市立有吉佐和子記念館館長時代 ～
2022年6月から和歌山市立有吉佐和子記念館初代館長。

## 著作
- 『落語ジャーナリズム』（1990年、有馬書店）
- 『紀伊半島近代文学事典』（2002年、共著、和泉書院）
- 『落語×文学 作家寄席集め』(2023年、彩流社）